# Soldat Alexandre Matrossov
Pour plus de détails, voir Fiche technique et Distribution.
Soldat Alexandre Matrossov (russe : Рядовой Александр Матросов, Riadovoï Aleksandr Matrosov) est un film de guerre soviétique réalisé par Leonid Loukov en 1947.

## Synopsis
Le film retrace l'histoire du soldat soviétique Alexandre Matrossov, mort en héros à 19 ans pendant la Grande Guerre patriotique.

## Fiche technique
- Titre : Soldat Alexandre Matrossov
- Titre original : Рядовой Александр Матросов (Riadovoï Alexandre Matrossov)
- Réalisation : Leonid Loukov
- Scénario : Georgi Mdivani
- Photographie : Aleksandr Gintsburg
- Direction artistique : Piotr Galadjev
- Musique : David Blok
- Son : Dmitri Fliangoltz
- Montage : Lydia Joutchkova
- Caméra : Militza Bogatkova
- Directeur du tournage : Boris Krakovski
- Format : Noir et blanc - 1,37:1 - 35mm - mono
- Production : Soyuzdetfilm
- Durée : 85 minutes
- Langue : russe
- Dates de sortie : 
  - URSS : 12 mai 1948

## Distribution
- Anatoli Ignatiev : Alexandre Matrossov
- Piotr Konstantinov : Ivan Tchoumakov
- Konstantin Sorokine : Micha Skvortsov
- Chamsi Kiamov : Khadyn Abdourakhmanov
- Lavrenti Massokha : Vassia Petrov
- Vladimir Balachov : Kostia Iline
- Oleg Jakov : capitaine Vassili Chtcherbine
- Mikhaïl Kouznetsov : capitaine Kolossov
- Anatoli Nelidov : Nikolaï Gavrilovitch
- Faïna Ranevskaïa : médecin militaire
- Ksenia Denissova : tante Pacha
- Lioudmila Erchova : Macha Zamkova
- Viktor Birtsev : Beriozkine
- Karl Gurnyak : officier allemand
- Ivan Ryjov : Fedortchouk
- Alexeï Diki : Joseph Staline
- Alexeï Alexeïev : soldat
- Piotr Lioubetchkine : soldat
- Guennadi Sergueïev : soldat qui chante
- Vladimir Ouralski : soldat
- Semion Svachenko : commissaire politique
- Gueorgui Youmatov : soldat
- Vitali Doronine : épisode
- Mikhaïl Vorobiov : épisode